# Іван Главіна
Іван Главіна, хорв. Іван Главіна (*21 листопада 1904, Прелог — †23 серпня 1980, Чаковець) — популярний хорватський письменник, поет та композитор.
Його іменем названа вулиця в Прелозі.